# Declieuxia tenuiflora
Declieuxia tenuiflora är en måreväxtart som först beskrevs av Carl Ludwig von Willdenow, Johann Jakob Roemer och Schult., och fick sitt nu gällande namn av Julian Alfred Steyermark och Joseph Harold Kirkbride. Declieuxia tenuiflora ingår i släktet Declieuxia och familjen måreväxter. Inga underarter finns listade i Catalogue of Life.